# اداپتیو اینسایت
اداپتیو اینسایت (انگلیسی: Adaptive Insights) شرکت نرم‌افزار آمریکایی است، که در سال ۲۰۰۳ تأسیس شد.